# Hà Giang (Stadt)

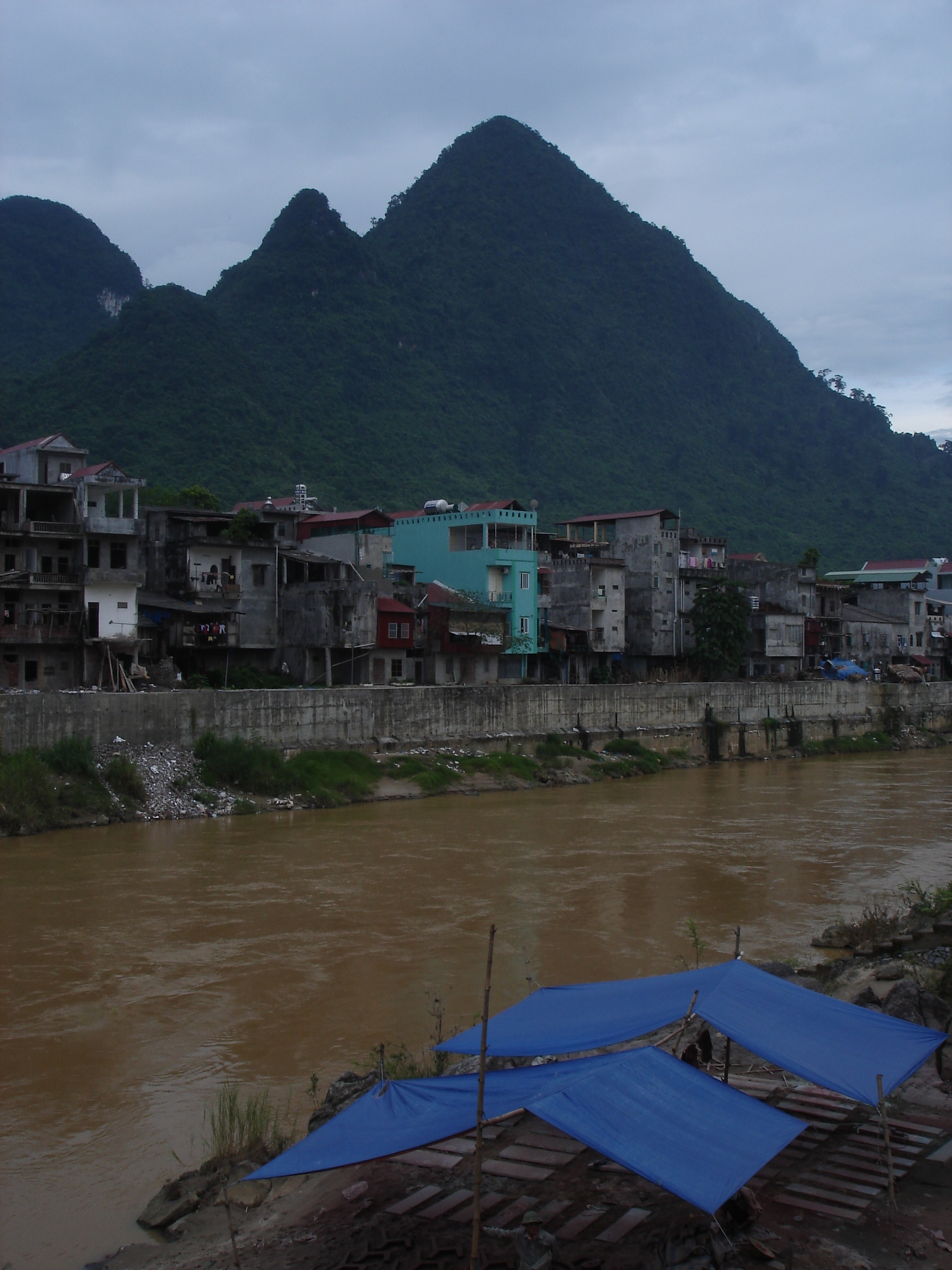
Hà Giang (Provinzhauptstadt) am Klaren Fluss

Hà Giang ist eine Stadt in Vietnam und Hauptstadt der gleichnamigen Provinz. Als nördlichste Stadt des Landes liegt sie am Sông Lô auf etwa 700 m ü.M und hat etwa 30.000 Einwohner. Von Touristen wird sie gern als Ausgangspunkt für Fahrten zu den sonntäglichen Minoritätenmärkten genutzt, insbesondere denen von Đồng Văn und Mèo Vạc.
Nach den schweren Zerstörungen im chinesisch-vietnamesischen Krieg, dem chinesischen Straffeldzug nach der vietnamesischen Invasion Kambodschas 1979, herrscht in der Stadt die postsozialistische Architektur der 1990er Jahre vor.

## Die Hà Giang-Kultur
Hà Giang gehörte neben May Pha oder Ha Long zu den späten jungsteinzeitlichen Kulturen im Norden Vietnams. Die Hà Giang-Kultur benannte sich nach der gleichnamigen Stadt und verteilte sich entlang der Flüsse Song Lo, Chay und Gam. Die Kultur datiert zwischen 3000 und 2000 v. Chr. In dieser Zeit entstand eine regelrechte Handwerks-Industrie. Äxte und Schaufeln sowie Armbänder sind als Hinterlassenschaft bekannt. Sie wiesen oft D- oder T-förmige Querschnitte auf. Weiterhin hob die Hà Giang-Kultur Hiebschnitzwerkzeuge hervor, die aus Rindentuch bestanden, und mit viereckigen Einritzungen versehen waren.
Keramiken hingegen waren in dieser Kultur sehr selten. Soweit es sie gab, bestanden sie aus dicken und groben Formen, vermischt mit Quarzen und Glimmerbestandteilen. Gleichwohl wiesen die Gefäße Formenvielfalt auf. Sie wurden mit unterschiedlichen Sockel- und Ringfüssen produziert. Auch wurden die Gefäße von außen vielfältig dekoriert, wozu Verschnürungselemente, kammähnliche Einritzungen, punktförmige Muster, blattadrige Schnittmuster und dergleichen gehörten.

## Nachweise
- Bühler/Kothmann, Vietnam, Reise Know How, ISBN 978-3-8317-1720-0